# Poienarii Burchii
Poienarii Burchii község és falu Prahova megyében, Munténiában, Romániában.  A hozzá tartozó települések: Cărbunari, Ologeni, Piorești, Podu Văleni, Poienarii-Rali, Poienarii Vechi és Tătărăi.

## Fekvése
A megye délnyugati részén található, a megyeszékhelytől, Ploieștitől, negyvenöt kilométerre északra, a Ialomița folyó mentén, sík területen.

## Történelem
Első írásos említése egy 1594 szeptember 21.-én kelt okiratban olvasható. E szerint a település II. Mihály havasalföldi fejedelem feleségének, Stanca asszonynak Poeana nevű birtokának a része volt.
- A 19. század végén Poienarii Burchii község Prahova megye Crivina járásához tartozott és Poienarii Burchii valamint Podu Văleni falvakból állt. A községi iskolát 1859-ben alapították. A község területén volt két templom, egy-egy mindkét faluban.
- Poienarii Rali-nak ekkoriban községi rangja volt, más falu nem volt alárendelve. 774 lakosa volt, hozzá tartozott egy iskola, egy vízimalom valamint egy 1865-ben, Iancu és Gheorghe Andreescu által alapított templom.
- Tătărăi is községi rangon volt, Dâmbovița megye Ialomița járásában. Hozzá tartoztak Tătărăi, Ologeni és Poenari falvai, 1029 lakossal. A községnek volt egy iskolája, két temploma, egy vízimalma és egy kallómalma.
- A mai Poenarii Vechi, Poenari néven, Poienarii Apostoli község része volt.
- Cărbunari és Piorești falvak pedig a 20. század során jöttek létre.

A két világháború között Tătărăi község Dâmbovița megye, Bilciurești járás része lett, a többi település pedig a Prahova megyei Câmpul járáshoz tartozott.
1950-ben közigazgatási átszervezés alapján, Tătărăi község a Bukaresti-i régió Răcari rajonjához került. A többi települést pedig a Prahova-i régió Ploiești rajonjához csatolták, majd 1952-ben a Ploiești régióhoz osztották be őket.
1968-ban ismét megyerendszert vezettek be az országban, Tătărăi és Poienarii Rali községeket megszüntették, a beosztott falvaikat Poienarii Burchii-hoz csatolták, Poienarii Apostoli községet pedig felosztották Gorgota és Poienarii Burchii községek között. Utóbbihoz került Poienarii Vechi falva.

## Lakossága
| Nemzetiségek | 2002 | 2002   |
| ------------ | ---- | ------ |
| Románok      | 5779 | 99,14% |
| Romák        | 47   | 0,80%  |
| Lipovánok    | 1    | 0,01%  |
| Olaszok      | 1    | 0,01%  |
| Ukránok      | 1    | 0,01%  |
| Összesen     | 5829 | 100,0% |